# Liste der Monuments historiques in Noirval
Die Liste der Monuments historiques in Noirval führt die Monuments historiques in der französischen Gemeinde Noirval auf.

## Liste der Objekte
| Bezeichnung             | Beschreibung                                                                                   | Standort                                  | Kennzeichnung | Schutzstatus | Datum | Bild |
| ----------------------- | ---------------------------------------------------------------------------------------------- | ----------------------------------------- | ------------- | ------------ | ----- | ---- |
| Relief Ohnmacht Mariens | Holz, farbig gefasst, 16. Jahrhundert; im Départementsarchiv in Charleville-Mézières deponiert | in der Kirche St-Côme-et-St-Damien (Lage) | PM08000361    | Classé       | 1933  |      |